# تسوندوكو

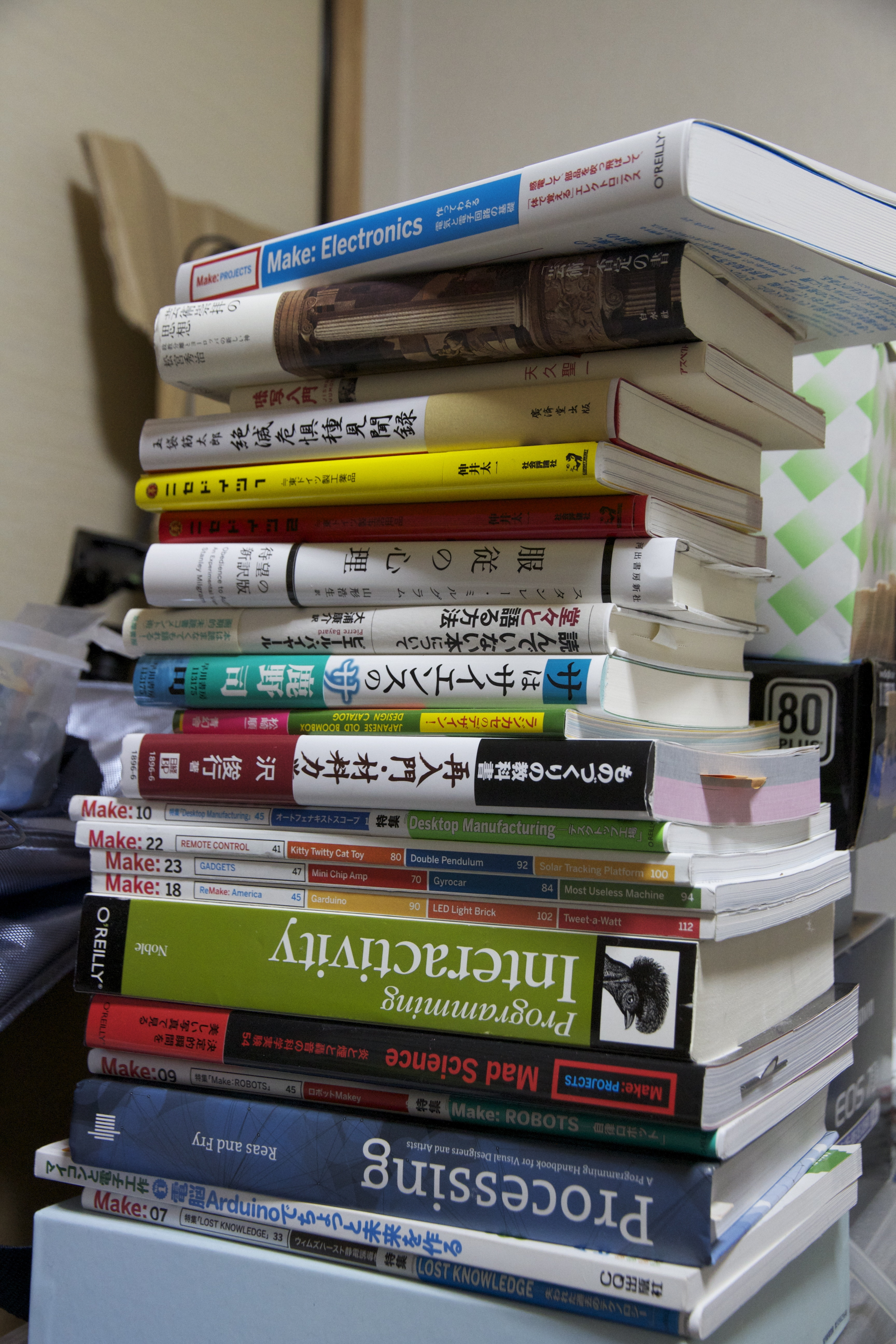

تسوندوكو (بالإنجليزية: Tsundoku)‏ (باليابانية: 積読)، هو مصطلح ووصف ياباني يعني الكتب المُهملة والمتروكة فوق الرفوف والتي لم تُحظى بالقراءة. ويصف المصطلح أيضاً الأشخاص الذين يكدسون الكتب دون قراءتها.